# Yuka Miyazaki
Yuka Miyazaki (宮﨑 有香 Miyazaki Yuka?), född 13 oktober 1983, är en japansk tidigare fotbollsspelare.
Yuka Miyazaki spelade 18 landskamper för det japanska landslaget. Hon deltog bland annat i och fotbolls-VM 2003.